# Platyarthrus lerinensis
Platyarthrus lerinensis är en kräftdjursart som beskrevs av Albert Vandel1957. Platyarthrus lerinensis ingår i släktet Platyarthrus och familjen myrbogråsuggor. Inga underarter finns listade i Catalogue of Life.